# VyVolení
A VyVolení (magyarul: Kiválasztottak) szlovák valóságshow, a magyar ValóVilág szlovákiai és csehországi adaptációja. A szlovák TV JOJ műsorán futott három szlovák és a cseh TV Prima műsorán négy cseh szériája 2005 és 2013 között.

## Nyertesek
| #       | VyVolení 1 Csehország | VyVolení 1 Szlovákia | VyVolení 2 Csehország | VyVolení 2 Szlovákia | VyVolení 3 Csehország | VyVolení 3 Szlovákia | VyVolení 4 Csehország |
| ------- | --------------------- | -------------------- | --------------------- | -------------------- | --------------------- | -------------------- | --------------------- |
| Kezdet  | 2005. augusztus 15.   | 2005. szeptember 5.  | 2006. február 18.     | 2006. január 9.      | 2007. augusztus 27.   | 2013. augusztus 18.  | 2013. augusztus 19.   |
| Finálé  | 2005. december 11.    | 2005. december 25.   | 2006. június 10.      | 2006. június 3.      | 2007. december 1.     | 2013. november 30.   | 2013. november 29.    |
| Győztes | Vladko Dobrovodský    | Linda Drevenková     | Antonin Jalovec       | Erik Lakatošovie     | Milan Voboril         | Igor Džardoň         | Vladko Dobrovodský    |

## Történet
Szlovákia legnagyobb valóságshow-ja. 2005. szeptember 5-én indult este 20:00 órai kezdettel. Már az első napokban a legnézettebb műsor lett Szlovákiában. A konkurens Markíza TV-n futó Big Brother (szlovákul: Veľký Brat; magyarul: Nagy Testvér) című valóságshow-t hamar tönkretette.

## Műsorvezetők
- Michal Hudák (összefoglaló, párbaj show, kiválasztás, kihívás)
- Karin Hajdu (összefoglaló)
- Matej Cifra Sajfa (Noc s Vyvolenými)
- Dagmar Didiana (Noc s Vyvolenými)

## Nyeremény
Össznyeremény 10 000 000 Sk (10 millió szlovák korona), ami egy ötmilliós luxuslakást, egy egymilliós BMW X5-ös személygépkocsit, ugyanilyen értékű luxusnyaralást, és havi 250 ezer koronányi pénzt tartalmaz egy éven keresztül.
A harmadik szlovák szériában a játékosok nem egy villában éltek, hanem egy Álomlakás (szlovákul: Dom snov) építésére száműzték őket. Később a játék végén ezt a saját maguk által épített házat vitte haza a győztes.

## Nézettség
- 10,8% RTG (átlagnézőszám 494 ezer néző)
- 24,9% SHR (szlovákul: podiel na trhu)

## Finálé
- Dátum: 2005. december 25.
- Share: 38,2%
- Rating: 17,2%
- Nézők száma: 787 ezer